# Nemoria thymele
Nemoria thymele är en fjärilsart som beskrevs av Louis Beethoven Prout 1932. Nemoria thymele ingår i släktet Nemoria och familjen mätare. Inga underarter finns listade i Catalogue of Life.